# Trauma (film din 1997)
Trauma (titlu originar în engleză Affliction) este un film neo noir de crimă american din 1997, regizat de Paul Schrader.

## Rezumat
Rolfe Whitehouse începe filmul, anunțând povestea „comportamentului criminal ciudat” al fratelui său Wade și dispariția ulterioară.
Wade Whitehouse este polițist într-un orășel din New Hampshire. În noaptea de Halloween, Wade se întâlnește cu fiica sa, Jill, dar întârzie, iar seara este umbrită de discordie. În cele din urmă, Jill își sună mama, fosta soție a lui Wade, să vină să o ia. Când fosta sa soție sosește în sfârșit, Wade îl împinge pe soțul ei împotriva mașinii lor și îl privește cum pleacă cu Jill. Wade promite să își ia un avocat pentru a obține custodia fiicei sale.
A doua zi, Wade se grăbește să ajungă la locul unei crime. Jack Hewitt, un ghid de vânătoare local, susține că Evan Twombley, cu care vâna, s-a împușcat accidental și s-a sinucis. Poliția îl crede pe Jack, dar Wade devine suspicios, crezând că Twombley a fost ucis de Jack. Când este informat că victima era programată să depună mărturie într-un proces, suspiciunea sa se transformă încet în convingere.
Ceva mai târziu, Wade și prietena sa, Margie Fogg, ajung la casa tatălui alcoolic al lui Wade, Glen Whitehouse, al cărui tratament abuziv al lui Wade și Rolfe în copilărie este văzut în flashback-uri pe parcursul filmului. Wade își găsește mama moartă în pat din cauza hipotermiei. Glen reacționează la moartea ei cu puțină surprindere, iar mai târziu se îmbată la priveghiul ei și se ceartă cu Wade.
Rolfe, care a venit acasă pentru înmormântare, sugerează la început că teoria crimei a lui Wade ar putea fi corectă, dar mai târziu renunță la această prezumție. Cu toate acestea, Wade devine obsedat de convingerea sa. Când Wade află că Gordon Lariviere, consilierul municipal, cumpără proprietăți în tot orașul cu ajutorul unui dezvoltator imobiliar bogat pe nume Mel Gordon, de asemenea ginerele lui Twombley, el face din rezolvarea acestor incidente misiunea sa personală. Suferind de o dureroasă durere de dinți și devenind din ce în ce mai detașat social, se comportă din ce în ce mai imprevizibil. El îl urmărește pe Jack, convins că acesta fuge de ceva și este implicat într-o conspirație. După o urmărire cu mașina, un Jack nervos oprește în cele din urmă, îl amenință pe Wade cu o pușcă, îi trage în cauciucuri și pleacă.
În cele din urmă, Wade este concediat pentru hărțuirea lui Jack și distrugerea biroului lui Lariviere. O ia pe Jill de la casa mamei sale, unde fosta sa soție îl mustră cu furie pentru planurile sale de a cere custodia completă. La un restaurant local, el îl atacă pe barman în fața fiicei sale. Apoi Wade o duce pe Jill acasă și o găsește pe Margie părăsindu-l. Wade o apucă pe Margie și o imploră să rămână, dar Jill se grăbește și încearcă să oprească lupta. În replică, Wade o împinge furios pe Jill, făcându-i sângerarea nasului, forțând-o atât pe ea, cât și pe Margie să plece.
Wade este apoi abordat de Glen, care îl felicită pentru că în sfârșit acționează ca un „bărbat adevărat”. Agresivitatea latentă dintre cei doi bărbați culminează cu o altă bătaie în care Wade își lovește tatăl cu fundul puștii, omorându-l accidental. Wade arde cadavrul în hambar, se așează la masa din bucătărie și începe să bea.
Narațiunea lui Rolfe dezvăluie că Wade l-a ucis în cele din urmă pe Jack și a părăsit orașul (posibil în Canada, unde camionul lui Jack a fost găsit trei zile mai târziu), pentru a nu se mai întoarce niciodată. Rolfe povestește că orașul a devenit mai târziu parte a unei uriașe stațiuni de schi, organizată parțial de Gordon Lariviere, dar acesta nu a avut nicio legătură cu Jack sau Twombley. Rolfe concluzionează că, într-o zi, un vagabond care seamănă cu Wade ar putea fi găsit mort de frig, iar acesta va fi sfârșitul poveștii.

## Distribuție
- Nick Nolte - Wade Whitehouse
- James Coburn - Glen Whitehouse
- Sissy Spacek - Margie Fogg
- Willem Dafoe - Rolfe Whitehouse
- Mary Beth Hurt - Lillian Whitehouse
- Brigid Tierney - Jill Whitehouse
- Holmes Osborne - Gordon LaRiviere
- Jim True-Frost - Jack Hewitt
- Tim Post - Chick Ward
- Christopher Heyerdahl - Frankie Lacoy
- Marian Seldes - Alma Pittman
- Janine Theriault - Hettie Rogers
- Paul Stewart - domnul Horner
- Wayne Robson - Nick Wickham
- Sean McCann - Evan Twombley
- Sheena Larkin - Lugene Brooks
- Penny Mancuso - șoferiță de taxi

## Producție
Potrivit lui Paul Schrader, a dat peste un exemplar paperback al romanului într-o librărie și l-a cumpărat după ce a fost „captivat” de prima frază. După ce a terminat de citit cartea, Schrader a cumpărat drepturile de ecranizare de la Russell Banks. Regizorul a declarat într-un interviu pentru Filmmaker că s-a identificat cu personajele din poveste: "Am avut un tată foarte puternic și un frate mai mare de sex masculin. Tatăl meu nu era abuziv, nu era alcoolic, dar existau suficiente asemănări. Am venit din acea parte a țării cu ierni lungi și reci, așa că îi cunoșteam pe acești oameni și le știam violența."
Trauma a fost filmat în Quebec, filmările principale începând în februarie 1997. Deși a fost prezentat pentru prima dată la Festivalul de Film de la Veneția pe 28 august același an, Trauma nu a fost lansat în cinematografe decât ceva mai târziu în majoritatea țărilor. După o lansare limitată la New York în decembrie 1998, filmul a avut premiera obișnuită în SUA în ianuarie 1999.

## Recepție
Pe Rotten Tomatoes, Trauma are un rating de aprobare de 88% bazat pe 50 de recenzii ale criticilor, cu un rating mediu de 7,60/10. Consensul spune: „Întunecat și sumbru, interpretările ”beton„, în special portretul «eficient» al lui Nolte al unui suflet abuzat, este motivul pentru a vedea acest film.” Metacritic, care folosește o medie ponderată, a atribuit filmului un scor mediu de 79 din 100, pe baza a 39 recenzii, indicând recenzii „în general favorabile”.
Criticul Roger Ebert de la Chicago Sun-Times a dat filmului 4 stele. Janet Maslin din The New York Times a scris: „[Nick Nolte] oferă performanța carierei sale în noul film uimitor și liniștit al lui Paul Schrader [...] Ca și The Sweet Hereafter, un film mai meditativ și mai elegant, dar mai puțin imediat, vulcanic, Trauma găsește sensul profund într-o tragedie prea credibilă”.
Într-o recenzie negativă din Time Out Film Guide, Geoff Andrew a numit filmul o „adaptare sensibilă, dar destul de plictisitoare a romanului lui Russell Banks [...] narațiunea este prea nefocalizată și de joasă calitate pentru a angaja inima sau mintea”.

## Premii și nominalizări
| Premii                                      | Categorie                                                    | Actori         | Rezultate    |
| ------------------------------------------- | ------------------------------------------------------------ | -------------- | ------------ |
| Academy Awards                              | Best Actor                                                   | Nick Nolte     | Nominalizare |
| Academy Awards                              | Best Supporting Actor                                        | James Coburn   | Câștigat     |
| Chlotrudis Awards                           | Best Actor                                                   | Nick Nolte     | Nominalizare |
| Golden Globe Awards                         | Best Actor in a Motion Picture – Drama                       | Nick Nolte     | Nominalizare |
| Independent Spirit Awards                   | Best Feature                                                 | Linda Reisman  | Nominalizare |
| Independent Spirit Awards                   | Best Director                                                | Paul Schrader  | Nominalizare |
| Independent Spirit Awards                   | Best Male Lead                                               | Nick Nolte     | Nominalizare |
| Independent Spirit Awards                   | Best Supporting Male                                         | James Coburn   | Nominalizare |
| Independent Spirit Awards                   | Best Screenplay                                              | Paul Schrader  | Nominalizare |
| Independent Spirit Awards                   | Best Cinematography                                          | Paul Sarossy   | Nominalizare |
| Los Angeles Film Critics Association Awards | Best Actor                                                   | Nick Nolte     | Runner-up    |
| National Society of Film Critics Awards     | Best Film                                                    | Best Film      | 2nd Place    |
| National Society of Film Critics Awards     | Best Actor                                                   | Nick Nolte     | Câștigat     |
| New York Film Critics Circle Awards         | Best Film                                                    | Best Film      | Runner-up    |
| New York Film Critics Circle Awards         | Best Director                                                | Paul Schrader  | Runner-up    |
| New York Film Critics Circle Awards         | Best Actor                                                   | Nick Nolte     | Câștigat     |
| Online Film & Television Association Awards | Best Actor                                                   | Nick Nolte     | Nominalizare |
| Online Film & Television Association Awards | Best Drama Actor                                             | Nick Nolte     | Nominalizare |
| Sant Jordi Awards                           | Best Foreign Actor                                           | Nick Nolte     | Câștigat     |
| Satellite Awards                            | Best Actor in a Motion Picture – Drama                       | Nick Nolte     | Nominalizare |
| Screen Actors Guild Awards                  | Outstanding Performance by a Male Actor in a Leading Role    | Nick Nolte     | Nominalizare |
| Screen Actors Guild Awards                  | Outstanding Performance by a Male Actor in a Supporting Role | James Coburn   | Nominalizare |
| Valladolid International Film Festival      | Golden Spike                                                 | Paul Schrader  | Nominalizare |
| Valladolid International Film Festival      | Best Actor                                                   | Nick Nolte     | Câștigat     |
| Valladolid International Film Festival      | Best Director of Photography                                 | Paul Sarossy   | Câștigat     |
| Valladolid International Film Festival      | Youth Jury Award (Special Mention)                           | Paul Schrader  | Câștigat     |
| Young Artist Awards                         | Best Performance in a Feature Film: Supporting Young Actress | Brigid Tierney | Câștigat     |